# أرنولد هوزر (لاعب كرة قاعدة)
أرنولد هوزر (بالإنجليزية: Arnold Hauser)‏ هو لاعب كرة قاعدة أمريكي، ولد في 25 سبتمبر 1888 في شيكاغو في الولايات المتحدة، وتوفي في 22 مايو 1966 في أورورا في الولايات المتحدة.

## وصلات خارجية
- أرنولد هوزر على موقعبيزبول رفرنس.كوم (الدوري الرئيسي) (الإنجليزية)
- أرنولد هوزر على موقعبيزبول رفرنس.كوم (الدوري الثانوي) (الإنجليزية)
- أرنولد هوزر على موقع جمعية أبحاث البيسبول الأمريكية (الإنجليزية)